# Tereza (banda)
Tereza é uma banda brasileira independente formada em 2009 na cidade de Niterói, composta por Mateus Sanches (guitarra e teclado), Rodrigo Martins (bateria), João Volpi (baixo), Sávio Azambuja (guitarra e teclado) e Vinícius Louzada (vocal). Tornou-se famosa ao vencer o Prêmio Multishow de Música Brasileira 2012 na categoria "Experimente". Suas canções mais conhecidas são 'Sandau', 'Endorfinar' e 'Vamos sair para jantar'. Atualmente, a banda está se dedicando a gravar um novo álbum.

## Estilo musical
Apesar de poder ser considerada uma banda de pop rock nacional, o estilo musical é variado, passando por indie pop, moderninho, e funk melody. 
Em entrevista ao jornal O Globo, os membros da banda citaram uma variada lista de referências musicais, como Empire of The Sun, Kelly Key, Skank e Hot Chip.

## História
Todos os integrantes estudaram juntos na mesma escola em Niterói. Tereza, segundo eles, era a menina mais cobiçada e bonita da turma, motivo pelo qual decidiram homenageá-la.

## Discografia
- 2009 — El Topo
- 2010 — Um dia inteiro / Didgeridoo (Single)
- 2011 — A cidade pega fogo (Single)
- 2011 — Onça (EP)
- 2012 — Vem ser artista aqui fora
- 2015 — Pra Onde a Gente Vai
- 2016 — Porque Você Não Vem (EP)
- 2017 — Sonhos de Kassin (Single)
- 2018 — Sonhos de Dezembro (Single)
- 2018 — Adidas (Single)

## Prêmios
- Categoria "Experimente" no Prêmio Multishow de Música Brasileira 2012.[1]
- Melhor banda do Festival Universitário MTV em 2009.[3]
- Eleita novo nome do rock Nacional pelo Portal MTV em 2009.[3]